# 巨勢至信
巨勢 至信（こせ ゆきのぶ）は、江戸時代中期の旗本。巨勢忠善（ただよし）の嫡男。官位は従五位下・伊豆守、縫殿頭。

## 出自
先祖は古代豪族の巨勢氏とされる。巨勢利次が姓を橘氏に改めて中井氏を称したが、巨勢利清の代に至ってまた巨勢氏を称したという。至信の縁戚の中で、特に著名な人物に浄円院がおり、彼女は徳川吉宗の母であり、至信の伯母に当たる。また、旗本巨勢氏は、至信の父である忠善の代から紀州徳川家に仕え始めた。

## 生涯
享保3年（1718年）、小納戸になって三河国宝飯郡に1000石を賜り、布衣の着用を許された。享保4年（1719年）、以前に徳川頼宣の50回目の法會に名代として和歌山に赴いたことから従五位下伊豆守に叙された。享保9年（1724年）には1000石を加増されている。
享保13年（1728年）に吉宗が日光山に赴いた際はこれに同行し、享保17年（1732年）には御側に昇進、三河宝飯郡と額田郡に1000石を加増され、石高は合計で5000石になった。
享保20年（1735年）閏3月、徳川宗尹の傅役に任じられた。
延享2年（1745年）からは江戸城の西城に勤めとなっている。
宝暦元年（1751年）、近江久道作の刀と掛軸（いずれも吉宗の遺品）を賜り、同年に務めを終えて菊間広縁詰に列した。同年12月に致仕した。
宝暦4年（1754年）5月12日、死去した。享年59。法名は道任。墓所は大養寺。

## 系譜
- 祖父：巨勢利清
- 父：巨勢忠善
- 母：西川四郎右衛門の娘
- 妻：福島正視の娘 - 旗本2千石。福島正則子孫。
- 生母不明の子女
  - 女子
  - 女子：巨勢至忠室
- 養子
  - 婿養子：巨勢至忠 - 父は土岐朝澄（同じく紀州藩士から幕臣。江戸崎土岐氏）、母は江原全玄[注 2]の娘

- 叔父：巨勢由利 - 同じく幕臣となり5千石。両巨勢家は領地も近隣。由利 - 利啓 - 利永（養子。丹羽薫氏の子。利啓室の甥）
- 伯母：浄円院 - 徳川吉宗生母。